# Zozoros sinemarginis
Zozoros sinemarginis är en stekelart som beskrevs av John S. Noyes och Hayat 1984. Zozoros sinemarginis ingår i släktet Zozoros och familjen sköldlussteklar. Inga underarter finns listade i Catalogue of Life.